# 1935 aux États-Unis
Pour des articles plus généraux, voir Chronologie des États-Unis et 1935.
Chronologie des États-Unis
- 1931
- 1932
- 1933
- 1934
- 1935
- 1936
- 1937
- 1938
- 1939

Cette page concerne des événements d'actualité qui se sont produits durant l'année 1935 du calendrier grégorien aux États-Unis.

## Gouvernement
- Président : Franklin D. Roosevelt
- Vice-président : John N. Garner
- Secrétaire d'État : Cordell Hull
- Chambre des représentants - Président

## Événements
- 4 janvier : nouveaux « cents jours »  dans le cadre du New Deal. Roosevelt s’apprête à infléchir sa politique. Dans un message au Congrès, il assigne au gouvernement comme objectif prioritaire la sécurité matérielle de tous les citoyens. Il se dit favorable à une déconcentration systématique des holdings de services publics.
- 11 janvier : Amelia Earhart est la première femme à traverser en solitaire l'océan Pacifique de Honolulu à la Californie.
- 6 février : le Congrès vote le Public Utilities Holding Company Act. Une importante déconcentration des agences gouvernementales est entreprise pour améliorer l'efficacité et la réactivité de la politique sociale du président en rapprochant les centres de décision du citoyen.
- 7 février : mise en vente du jeu de « Monopoly », inventé par Charles Darrow en Pennsylvanie.
- 19 mars : émeutes à Harlem, où 10 000 Noirs détruisent les biens de commerçants blancs. L'intervention des forces de police fait deux morts.
- 14 avril : Black Sunday. La plus grande tempête de poussière du Dust Bowl ravage la région de Boise City dans l'Oklahoma.* 6 mai : Emergency Relief Appropriation Act. Création de l'agence Works Progress Administration. Dotée de 1,4 milliard de dollars, elle fournira du travail à 8 millions de personnes en 8 ans.
- 11 mai : Rural Electrification Act Administration. Loi créant la Rural Electrification Administration, chargée du raccordement au réseau électrique des campagnes américaines.
- 27 mai : Le N.I.R.A. est déclaré anticonstitutionnel par la Cour suprême, ce qui menace l’action du gouvernement.
- 5 juillet : Wagner Labour Relation Act sur les relations industrielles. Roosevelt consacre son changement d’orientation et favorise les syndicats. Le syndicat C.I.O. (Committee for Industrial Organization) se constitue sous la direction de John L. Lewis. Il organise les ouvriers par branches industrielles et non plus par professions.
- 14 août : Social Security Act. Création d’un système d’assurance chômage et d’assurance vieillesse, géré par la Social Security Administration. Une cotisation de 2 % est instauré sur les salaires payés par l'employeur et le travailleur.
- 26 août : Public Utility Holding Company Act. Loi renforçant la régulation des groupes industriels effectuant des missions de services publics et notablement les entreprises alimentant le réseau électrique.
- 30 août : 
  - Revenue Act. Loi fiscale qui crée une surtaxe de 75 % sur les revenus les plus élevés.
  - Guffey Act. Loi protectionniste sur le charbon[1]. Réduction des importations et développement des infrastructures des mines.
- 31 août : première loi de neutralité américaine. Interdiction des ventes d’armes aux pays belligérants.
- 8 septembre : Huey Long est assassiné (mort le 10 septembre).
- 30 septembre : Porgy and Bess est créé à Boston par George Gershwin.
- 9 décembre : l'agence fédérale Federal Emergency Relief Administration est absorbé par la Works Progress Administration.

## Économie et société
- L’œuvre du premier New Deal reste limitée, en raison de la politique de prudence budgétaire et de l’échec de la hausse des salaires nécessaire à relancer la consommation. Le PNB est supérieur de 20 milliards de dollars à celui de 1933 mais inférieur de 30 milliards à celui de 1929. Le pays compte encore 9 millions de chômeurs.
- Ralentissement des dépenses budgétaires à 6,5 milliards de dollars. Forte hausse des recettes à 4,0 milliards de dollars. Amélioration du déficit à 2,5 milliards de dollars.
- Sur 6,8 millions de fermiers, 2,8 ne possèdent pas leurs terres en propre. Le revenu moyen d’un métayer est de 312 dollars par an. Les ouvriers agricoles gagnent en moyenne 300 dollars par an.
- Accord économique entre les États-Unis et le Canada. Sa mise en œuvre est très limitée.

## Naissances en 1935
- 8 janvier : Elvis Presley

## Décès en 1935
- x